# Adinkerque
Adinkerque, (en néerlandais : Adinkerke, en flamand occidental : adiengkerke ou oyenkerke) est une section de la commune belge de La Panne située en Région flamande dans la province de Flandre-Occidentale, elle se situe dans la banlieue de la ville côtière de La Panne à laquelle elle est rattachée. Elle se trouve dans le Westhoek, le long de la frontière française, à trois kilomètres de la côte, sur le canal Nieuport-Dunkerque. C'était une commune à part entière avant la fusion des communes de 1977.

## Toponymie
Adinkerque est mentionné pour la première fois dans une bulle papale en date du 4 octobre 1123 sous la forme « Adenkercka ». « Adin » vient probablement d'un nom de personne, Audo.
On trouve également écrit dans l'histoire avec l'orthographe Œdinkerque.

## Géographie

### Situation
Adinkerque est situé depuis 1977 au sein de la commune de La Panne. Le village est traversé au nord par le Langgeleed, un petit canal, et au sud par le canal Nieuport-Dunkerque.
Au sud du village se trouvent les étangs Markey. Deux nombreux ruisseaux et canaux se trouvent à Adinkerque, dont le Langgeleed.
La limite occidentale d'Adinkerque est la frontière française.

### Transports
Le village est traversé au sud du canal Nieuport-Dunkerque par l'autoroute A18, se dirigeant vers la frontière franco-belge. C'est également là que se trouve la bretelle de sortie permettant de desservir la Panne et son bord de mer par la N34. Seule route vers La Panne et Plopsaland, celle-ci est régulièrement sujette à des embouteillages.
En termes de transport ferroviaire, la gare de La Panne, anciennement baptisée « Adinkerke », est située à Adinkerque. C'est le terminus de la ligne ferroviaire avant la frontière franco-belge. Auparavant, il était possible de relier Dunkerque à Adinkerque par chemin de fer mais le service pour voyageur a pris fin en 1958. Entre 1988 et 1992, des services saisonniers furent rétablis mais ils n'ont pas été reconduits après cette date ; au contraire, un heurtoir a été placé en travers de la ligne à proximité de la frontière. À défaut de liaison ferroviaire transfrontalière, Adinkerque reste desservi par la ligne 20 des transports en commun de Dunkerque, qui est entierement gratuite (comme le reste du reseau Dk'Bus).

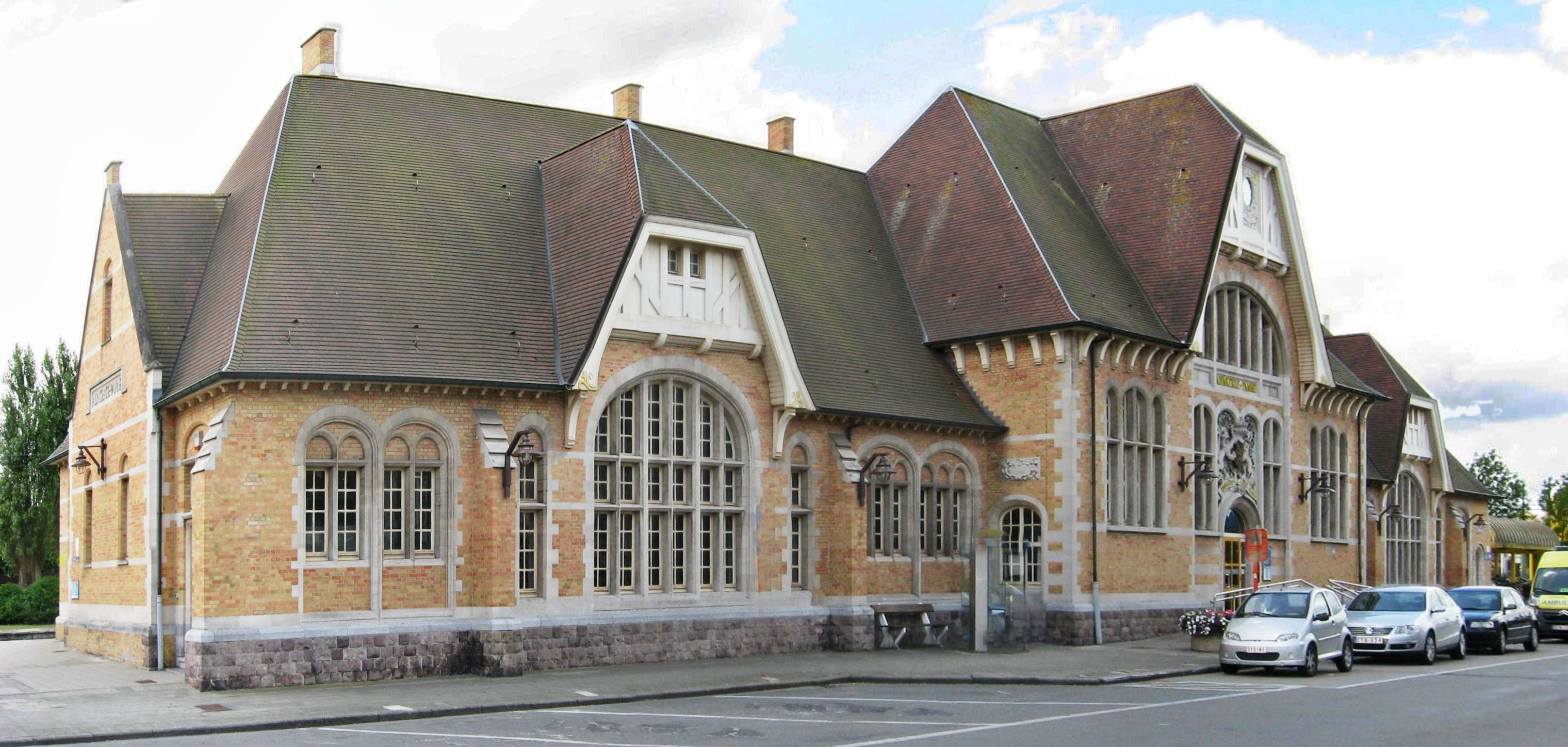
Gare de La Panne.
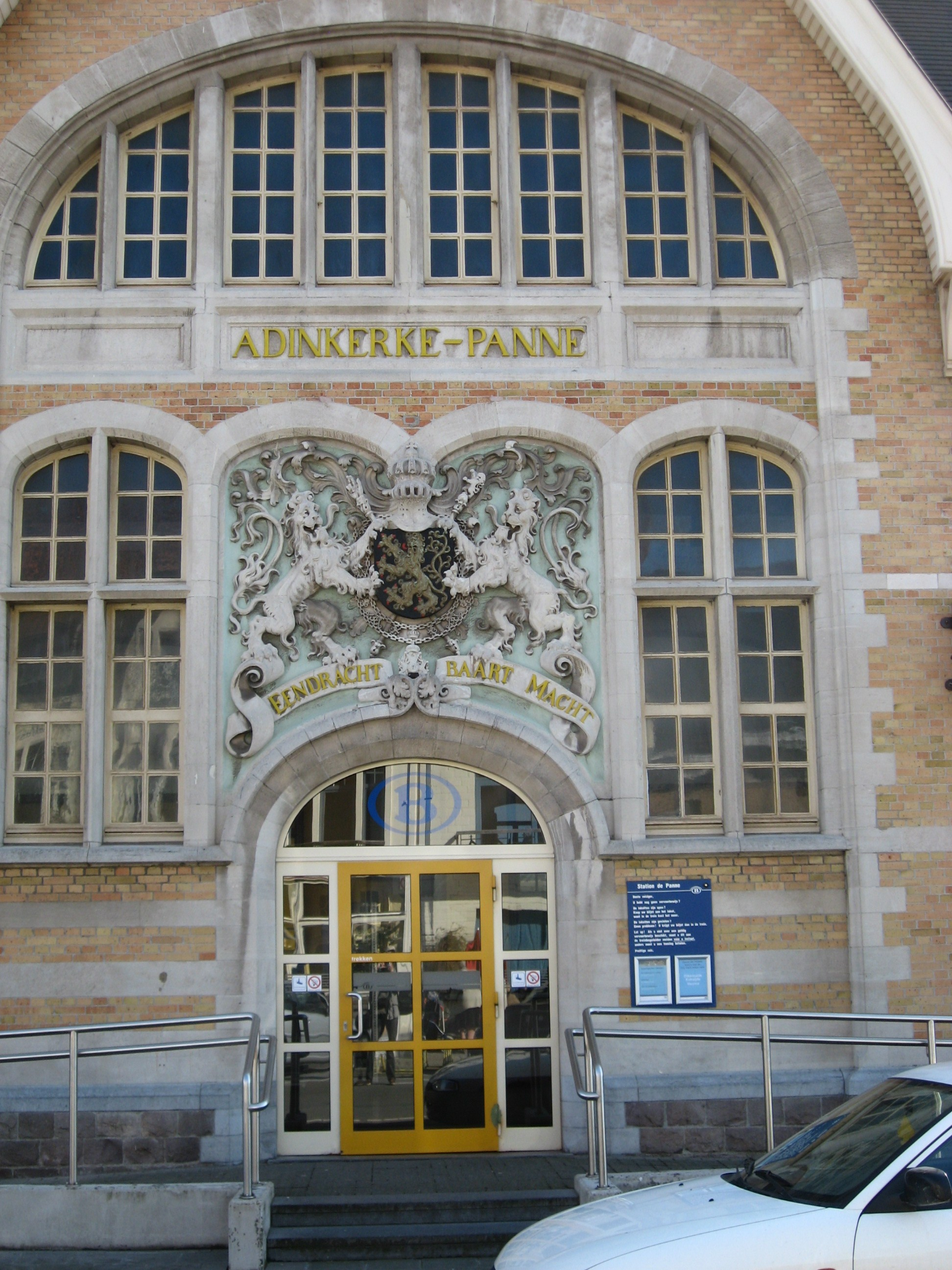
Porte de la gare avec SNCB.
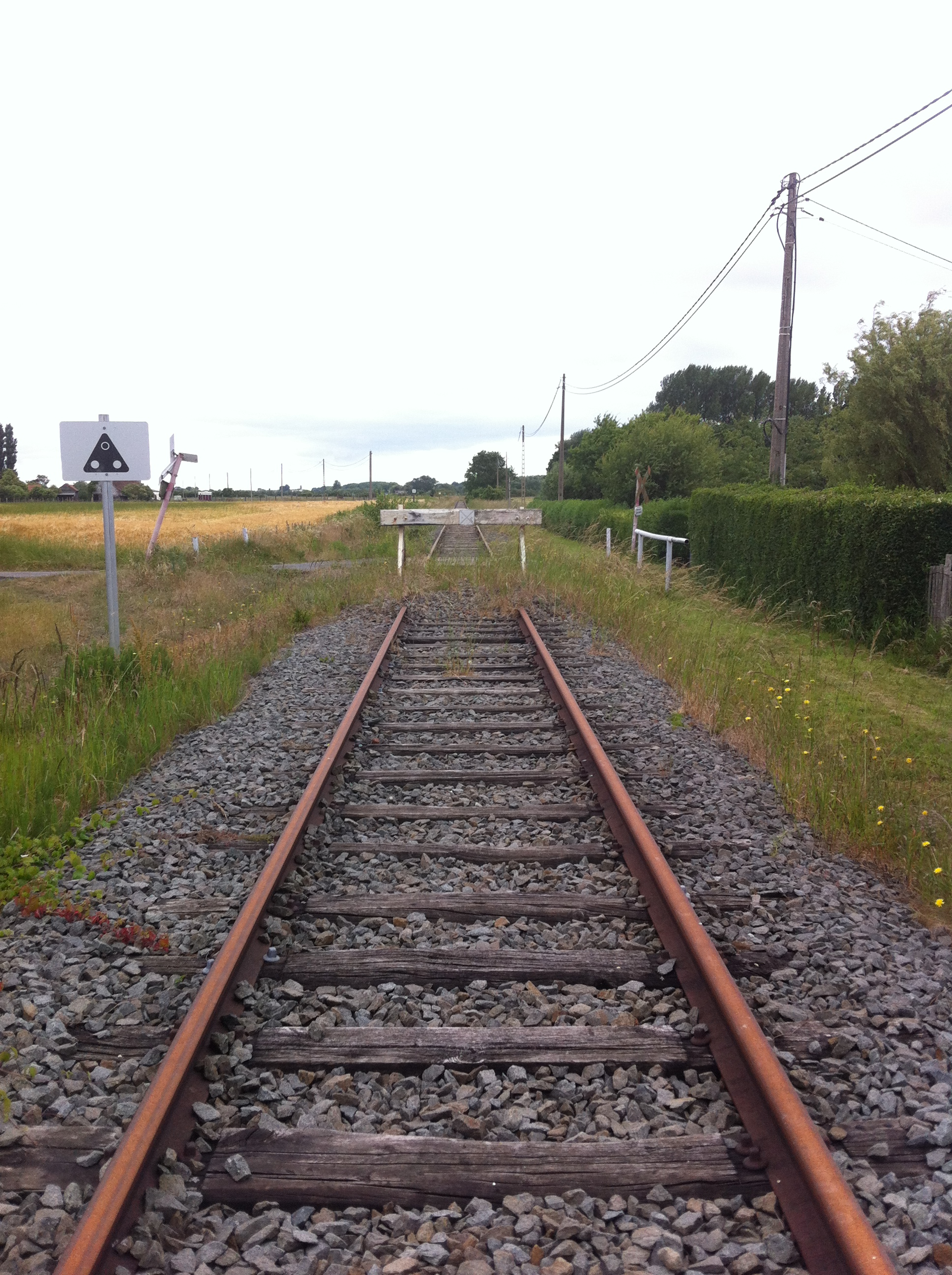
Heurtoir à proximité de la frontière.
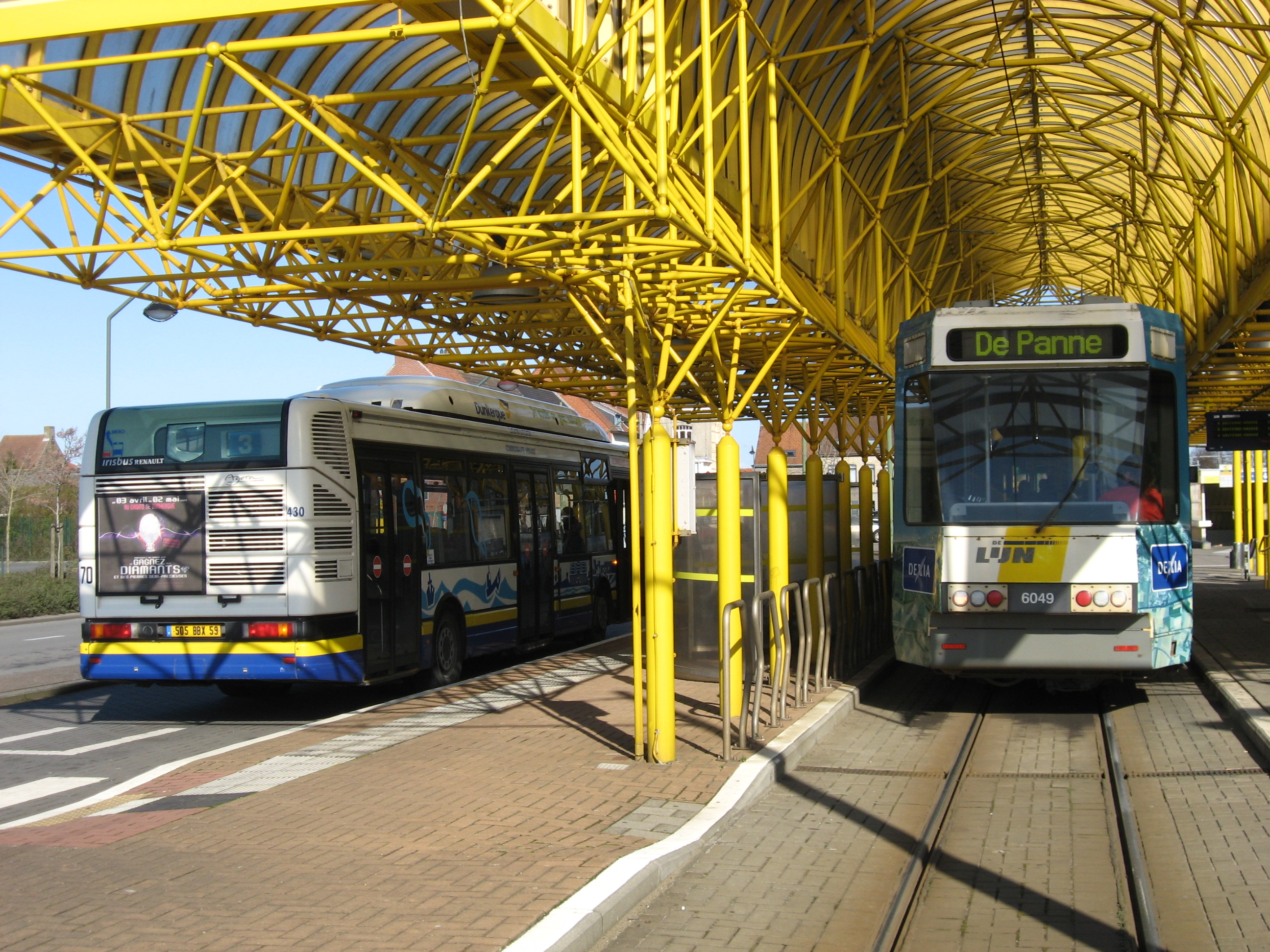
En gare de La Panne, correspondance entre le tramway de la côte belge et les bus DK'Bus.

## Histoire
Les dunes de Cabour, au nord d'Adinkerke, sont le reste des anciennes dunes Adinkerque-Ghyvelde qui s'étaient formées vers -3000 avant J.-C.. Elles se prolongent de l'autre côté de la frontière par la dune fossile de Ghyvelde.

### Premier peuplement
La région était déjà habitée au Ve siècle av. J.-C. Vers la fin de l'âge de fer on pratiquait l'élevage et la production de sel.

### Époque romaine
Des traces d'habitation romaine ont été retrouvées, datant d'environ 70-268 après J.-C. La zone actuelle du village aurait été la seule zone des environs à avoir résisté à la transgression marine Dunkerque II vers 250-650 après J.-C. Cette transgression expliquerait l'origine calcaire du sable des dunes de Cabour.

### Moyen Âge

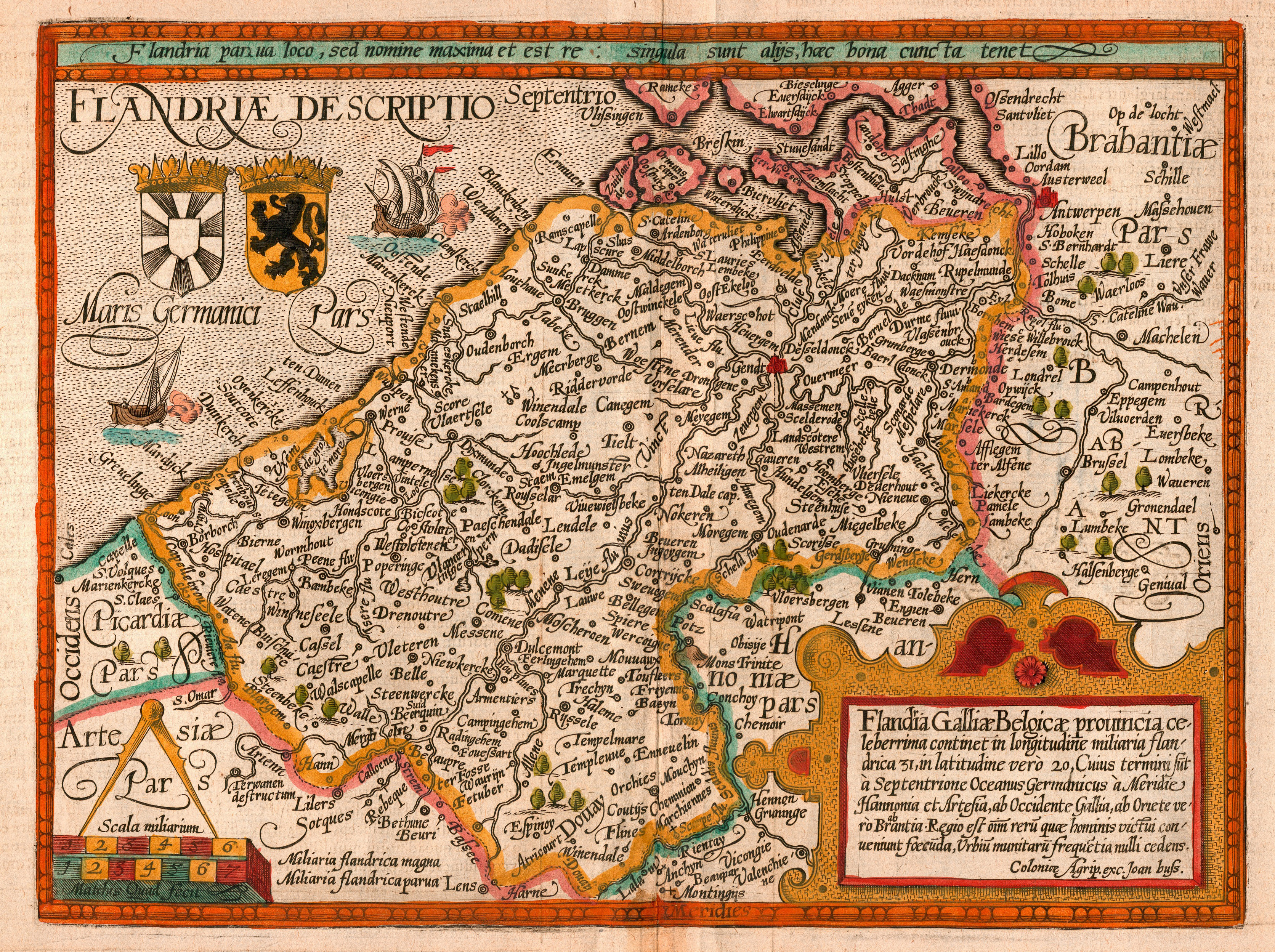
Oyenkercke sur la carte de Matthias Quad en 1609.

Un village mérovingien-carolingien florissant était présent sur le site d'Adinkerque au VIIe siècle. Selon le site de la mairie, il s'agirait du Iserae Portus.
Entre le Xe et XIIIe siècles, le village médiéval s'était étendu et vivait de l'élevage, de l'agriculture et de la pêche. La zone située entre les dunes et la mer fut par la suite abandonnée. Les dunes visibles actuellement se sont formées entre les IXe et XIIe siècles. Le village était alors au sein d'un comté et des polders permettaient le développement économique et agricole. C'est à cette période qu'est apparue Adinkerque.
Au XIe siècle, le territoire faisait partie de la châtellenie de Veurne-Ambacht. Une bulle papale du 4 octobre 1123 mentionne « Adenkercka », signifiant que le village comptait alors des habitants.
À la suite de la bataille de Cassel d'août 1328, 76 Adinkerkois furent tués et leurs terres confisquées. En 1469, Adinkerque ne comptait qu'environ 400 habitants du fait notamment de la lutte constante contre le sable et des problèmes sociaux-économiques.
La paroisse d'Adinkerque appartenait au diocèse de Thérouanne avant 1553, puis, après 1553, au diocèse d'Ypres.

### XVIIIesiècle

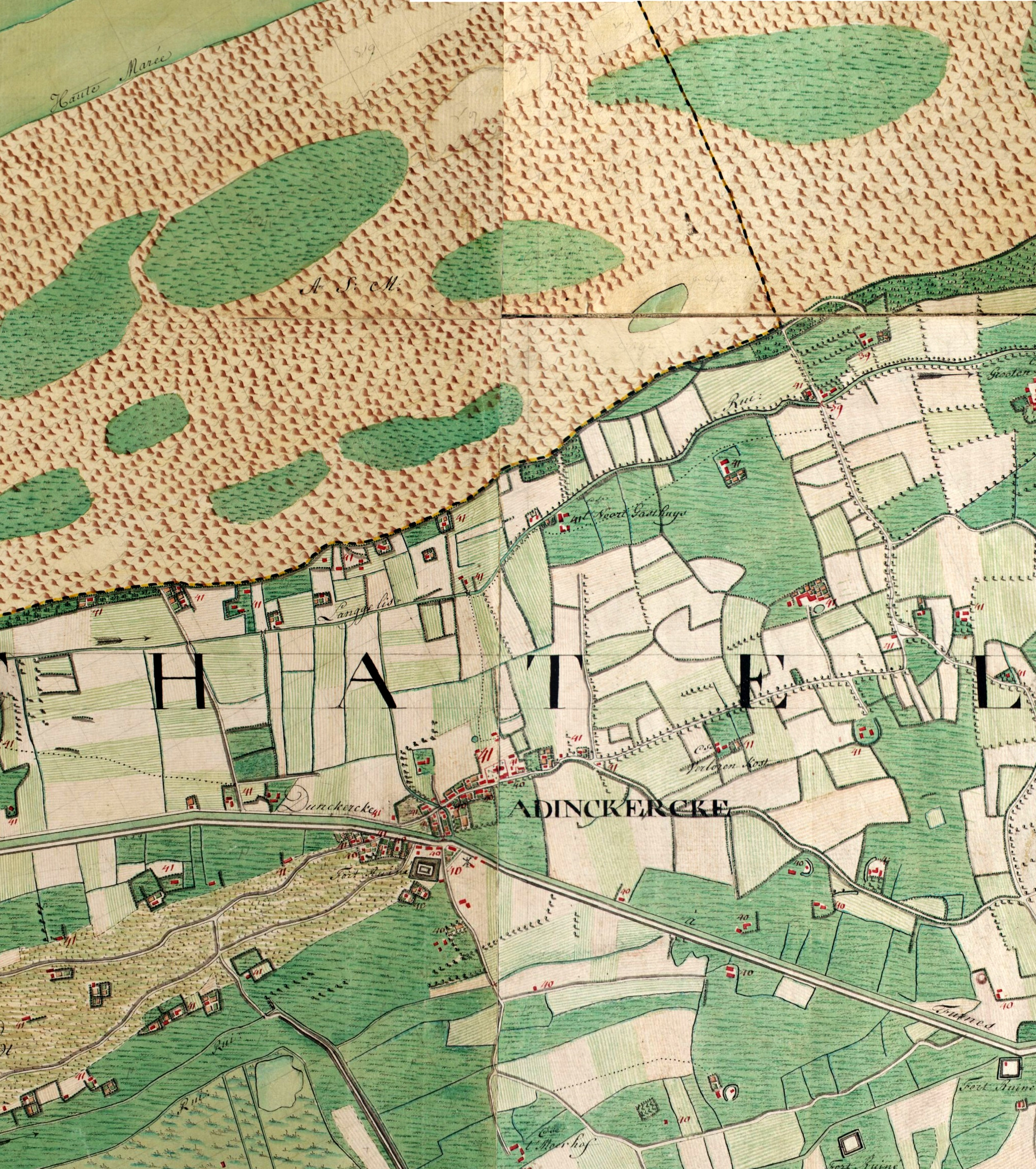
Adinckercke sur la carte de Ferraris (1770-1778).

En 1759, Adinkerque comptait 529 habitants.
En 1782, pendant la domination autrichienne, un petit village a été fondé par des grands bourgeois de Furnes. L'empereur Joseph II souhaitait en effet favoriser la pêche. Construit entre les dunes et la mer, il a été nommé Jozefsdorp avant de prendre par la suite le nom de Kerckepanne et de devenir plus tard le centre de La Panne. Le hameau a été en 1789 rattaché à la paroisse d'Adinkerque, et en a fait partie administrativement après 1799.
En 1793, après sa défaite à la bataille de Hondschoote, le duc Frederick d'York se retire vers Adinkerque et Furnes.

### XIXesiècle
À partir de 1801, Adinkerque fut rattaché au diocèse de Gand et finalement à celui de Bruges à partir 1834.
En 1845, un plan est proposé visant à créer un port à Adinkerque, permettant de relier Londres à Bruxelles.
En 1847, Adinkerque abritait une station de sauvetage des navires, à l'instar de Nieuport, Ostende, Blankenberge et Knokke.

### XXesiècle
Le 24 juillet 1911, le hameau de La Panne, qui s'est transformé depuis la seconde moitié du XIXe siècle en station balnéaire et touristique, a été séparé d'Adinkerque, pour redevenir une municipalité indépendante.

#### Première Guerre mondiale
De juin à novembre 1917, le XV Corps britannique déployé entre Adinkerque et Sint Joris. Également en juin 1917, la 1st Canadian Casualty Clearing Station (un hôpital de campagne) fut installé à Adinkerque. Les 24e et 39e Casualty Clearing Station ont également été stationnés dans l'Oosthoek (entre Adinkerque et Furnes). C'est à cette date que les premiers corps furent inhumés dans le cimetière.
Les 4, 5, 17, 18, 23 et 24 décembre 1917, Adinkerque et ses environs sont canonnés et bombardés,,. Le 3 janvier 1918, des avions ennemis lancent des grenades sur les hôpitaux des environs d'Adinkerque. Les 23 et 24 mars 1918, Adinkerque, Furnes, La Panne, et Loo sont de nouveau bombardés.
Le 18 avril 1918, deux destroyers allemands tirent vers Adinkerque puis se retirent avant qu'un combat ne soit engagé. Le 7 juin 1918, des cantonnements sont bombardés et un appareil allemand est abattu. Son équipage est fait prisonnier.

#### Entre-deux guerres
Le 28 novembre 1918, la reprise des activités postales en Belgique commence à Adinkerque où les réfugiés sont priés de faire parvenir une demande de réexpédition.
Le 18 juin 1919, le président américain Woodrow Wilson est reçu par le roi et la reine des Belges Albert Ier et Élisabeth en Bavière à Adinkerque. Après une courte entrevue dans le train par lequel le président américain est arrivé, ceux-ci sont partis en voiture afin de visiter le front belge.

#### Seconde Guerre mondiale
Des batteries allemandes sont positionnées à Adinkerque dès 1940 dans le cadre du Stützpunkt 49. Il s'agissait d'Heeresküstenbatterie. Six abris en briques, 4 bunkers et un bunker de commandement sont également construits.
La plupart des Britanniques enterrés au cimetière d'Adinkerque sont décédés entre mai et juin 1940. En octobre 1940, Adinkerque a abrité la brigade tchèque, composée de 4260 soldats, qui a pris part par la suite au siège de Dunkerque.

#### Après guerre

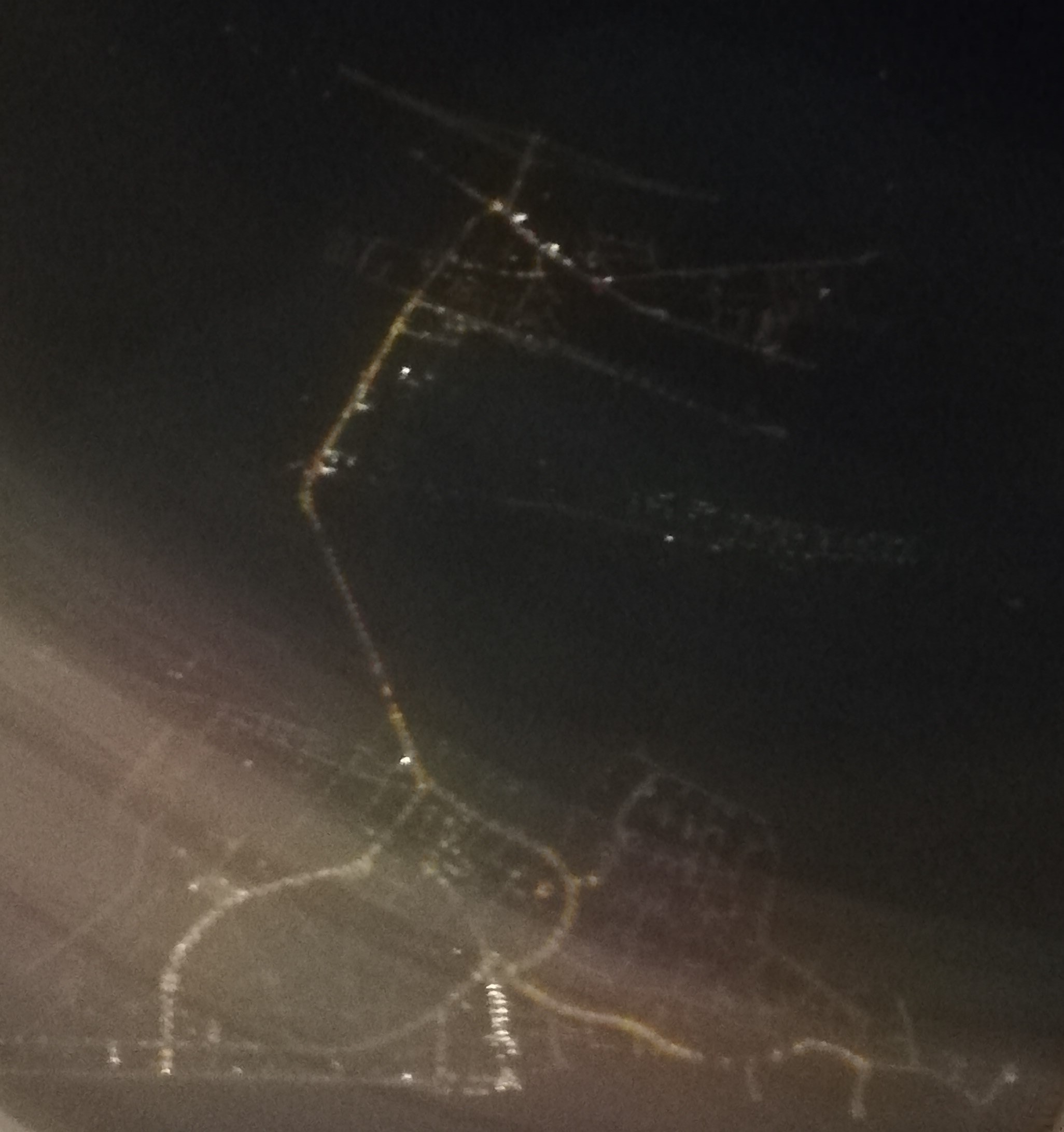
Vue de La Panne et Adinkerque (partie supérieure de l'image) de nuit.

En 1977, Adinkerque et La Panne se sont trouvées à nouveau réunies, mais cette fois c'est Adinkerque qui est rattachée à La Panne, devenue plus importante dans l'intervalle.

## Politique et administration

### Bourgmestressuccessifs (avant 1977)
Avant le rattachement d'Adinkerque à La Panne, la commune avait ses propres bourgmestres.
| Période | Période | Identité                               | Étiquette | Qualité |
| ------- | ------- | -------------------------------------- | --------- | ------- |
| 1836    | 1838    | Petrus Jacobus Visage                  |           |         |
| 1838    | 1852    | Jacobus Franciscus Lefebure            |           |         |
| 1852    | 1878    | Ludovicus Franciscus Ryckeboer         |           |         |
| 1878    | 1888    | Ludovicus Josephus Luyssen             |           |         |
| 1888    | 1893    | Edmond Gustaaf Debeerst                |           |         |
| 1895    | 1911    | Leopoldus Franciscus Vanhoutte         |           |         |
| 1911    | 1932    | Eduard Carolus Vandenberghe            |           |         |
| 1932    | 1942    | Camille Remi Debaenst                  |           |         |
| 1942    | 1944    | Lodewijk Emiel Ryckeboer               |           |         |
| 1944    | 1946    | Camille Remi Debaenst                  |           |         |
| 1947    | 1972    | Joseph Gregorius Albertus Deburchgrave |           |         |
| 1972    | 1977    | Michel Bruynooghe                      |           |         |

## Population et société

### Démographie
Le graphique ci-dessous présente l'évolution de la population d'Adinkerque,,. Plusieurs éléments sont à prendre en compte. En 1911, ce qui était alors le hameau de La Panne fut séparé d'Adinkerque et devint une commune indépendante. En 1931, Adinkerque annexa le quartier furnois de Bewesterpoort et l'enclave de Veurns Eiland (littéralement, l'« île de Furnes »).
<left>

### Activités économiques
Adinkerque est surtout une localité résidentielle. Du fait de son emplacement près de la frontière, on trouve, outre les boutiques locales, un nombre remarquablement élevé de bureaux de tabac et de stations-service, concentrés principalement autour du canal Dunkerque-Nieuwpoort.

### Culte

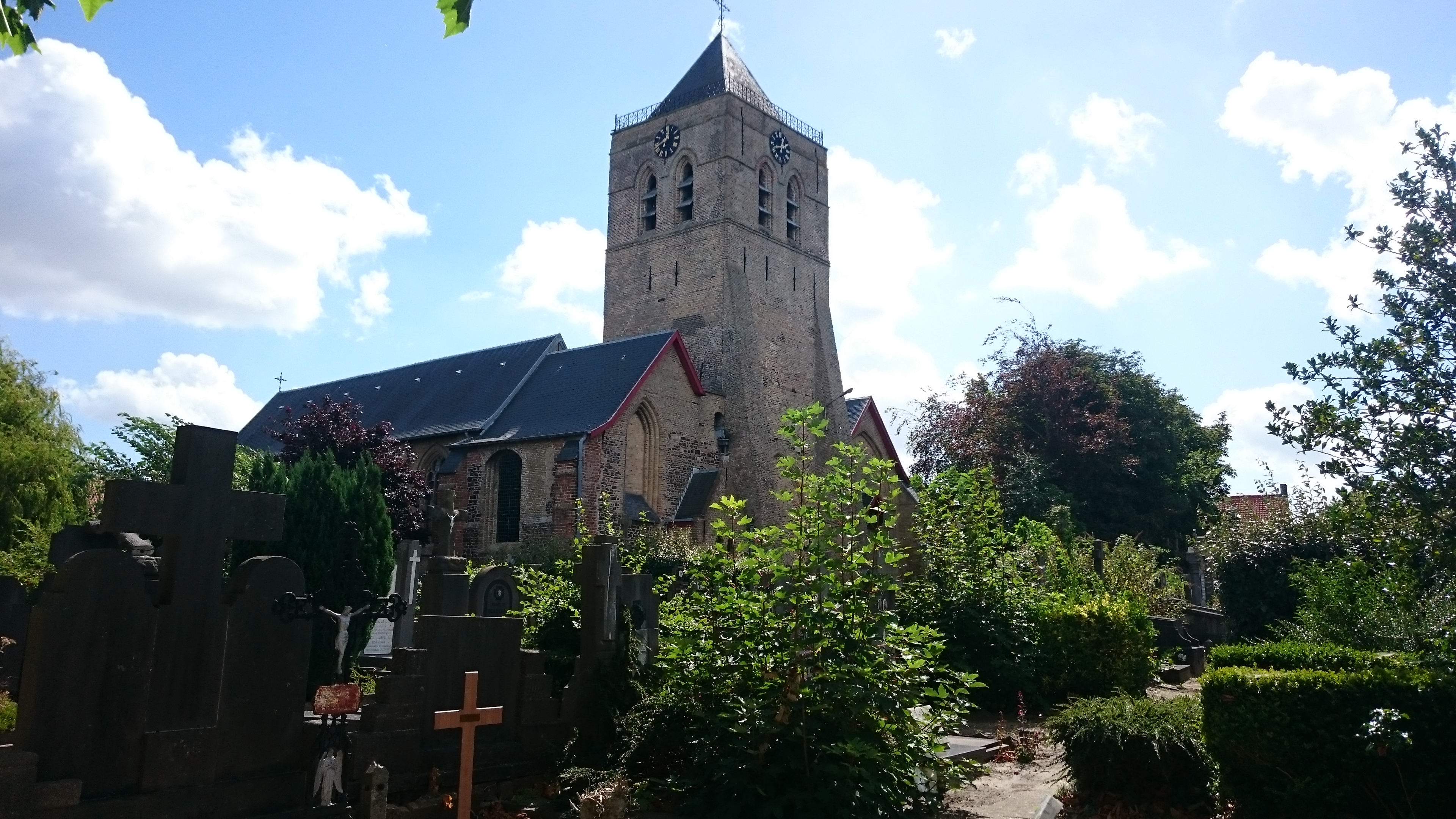
L'église Saint-Audomar et son cimetière.

Adinkerque compte plusieurs cimetières : le cimetière militaire anglais, le cimetière de l'église Saint-Audomar et le cimetière militaire belge.

## Culture et patrimoine

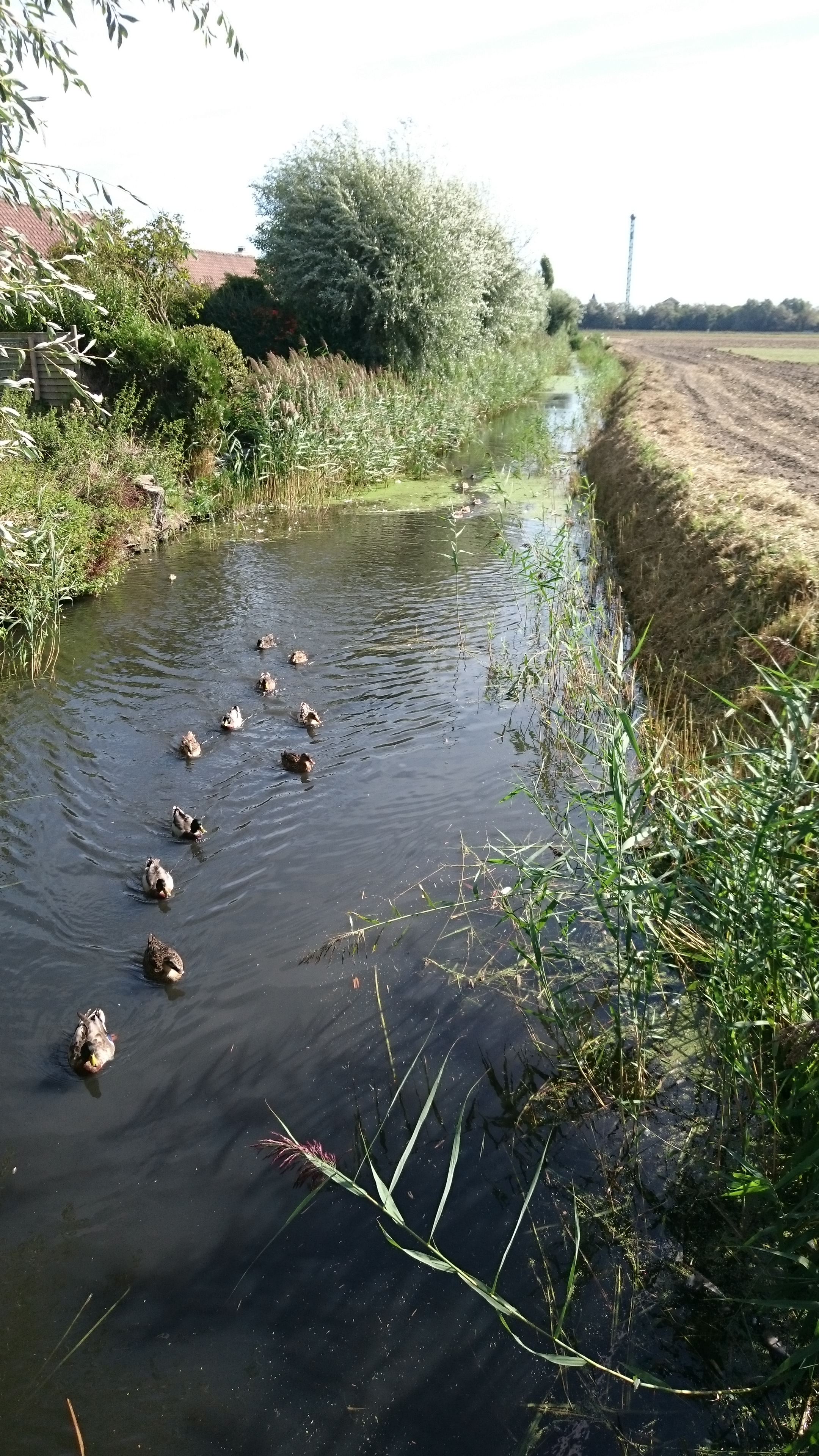
Le Langgeleed à Adinkerque.

### Monuments
Plusieurs endroits sont inscrits sur les registres des monuments nationaux de Belgique à Adinkerque.
Le premier est le cimetière militaire anglais d'Adinkerque, situé le long de la Kromfortstroate à 500 mètres au sud de l'église d'Adinkerque. Le cimetière compte 270 tombes de la Première Guerre mondiale, dont 161 Britanniques (dont un Égyptien du Labour Corps), 5 Australiens, 2 Canadiens, 98 Allemands et 4 Russes. Toutes les personnes ensevelies ont été identifiées. Il y a également 95 tombes de la Seconde Guerre mondiale, dont 54 Britanniques (49 sont identifiés), un Australien et 40 Tchèques (dont 1 n'est pas identifié). Le cimetière a un plan rectangulaire entouré d'un petit mur en pièce. Il a une superficie de 1 144 m2. L'entrée du cimetière porte l'inscription « Adinkerke Military Cemetery 1914-1918 1939-1945 ».
Le cimetière militaire belge d'Adinkerque, en néerlandais Belgische militaire begraafplaats, se trouve derrière l'église d'Adinkerque. Débuté fin septembre 1914, ce cimetière est une extension du cimetière existant. Le cimetière compte 1651 tombes de militaires belges (dont trois n'ont pas été identifiés), un Français (enterré sous une pierre tombale belge) et 67 Britanniques. Deux tombes portent des inscriptions en hébreu.
La batterie de campagne d'Adinkerque, qui faisait partie du Stützpunkt 49 est une Heeresküstenbatterie de 6 abris de briques, 4 bunkers et un bunker de commandement. Des trottoirs allemands sont encore présents ainsi que des tranchées et des cratères de bombes remontant à 1944. Deux des quatre bunkers standards, de type Regelbau 611, sont intacts. Les deux autres sont soit détruits soit fortement endommagés. Le bunker de commandement est de type Regelbau 610.
Le domaine Cabour, situé au centre-ouest du bourg d'Adinkerque, au sud du canal Dunkerque-Nieuwpoort et au nord de l'autoroute E40, est un ensemble d'éléments patrimoniaux différents.

### Lieux touristiques
Plopsaland, parc à thème de 30 hectares, se trouve à Adinkerque. Il accueille notamment des attractions telles que Samson en Gert ainsi que le lutin Plop.

### Patois
Adinkerque a son propre patois : l'Adinkerquois ou Adinkerks en patois[source insuffisante].

### Héraldique
Avant 1977 (date de la fusion avec La Panne), Adinkerque avait comme blason : « D'azur à trois losange d'or ».

### Personnes liées au village
- Émile Verhaeren, poète belge flamand d'expression française enterré à Adinkerque[31].
- Michiel Hendryckx, un photographe de presse belge né dans le village.
- Gustave de Molinari y décède.

## Sources